# Sitno (województwo warmińsko-mazurskie)
Sitno (dawniej niem. Seythen) – osada w Polsce położona w województwie warmińsko-mazurskim, w powiecie olsztyńskim, w gminie Olsztynek. W latach 1975–1998 miejscowość położona była w województwie olsztyńskim.
Wieś mazurska, położona w południowej części gminy Olsztynek, niedaleko Jeziora Tymawskiego, w odległości około 5 km na zachód od szosy E-77, Olsztynek – Nidzica. 

## Historia
Pierwsze wzmianki o tej miejscowości pochodzą z 1328 roku (założenie wsi z nadania Mikołajowi z Kowalk). W czasach krzyżackich wieś pojawia się w dokumentach w roku 1328, podlegała pod komturię w Olsztynku, były to dobra rycerskie o powierzchni 40 włók. Wieś lokowana w 1328 r. prawie chełmińskim. W XVI wieku była tu karczma. W drugiej połowie XVIII założono we wsi szkołę. W 1700 roku oprócz 20 łanów folwarcznych było 14 łanów chłopskich i 5 łanów lasu. W 1880 roku wieś liczyła 31 osób, natomiast w majątku ziemskim mieszkało 307 osób.
W 1939 zamieszkiwały 182 osoby, a majątek należał do Aleksandra von Wernitza. 
Po 1945 r. w majątku powstał PGR. Po likwidacji PRG-u w latach 90 XX w. ziemię i zabudowania wydzierżawił przedsiębiorca z Warszawy. W 1997 roku Sitno liczyło 110 mieszkańców, natomiast w 2011 – 79.